# Voyage sans retour (film, 1944)
Pour les articles homonymes, voir Voyage sans retour, Till We Meet Again et Ce n'est qu'un au revoir.
Pour plus de détails, voir Fiche technique et Distribution.
Voyage sans retour (titre original : Till We Meet Again), également connu sous le titre Ce n'est qu'un au revoir, est un film américain en noir et blanc de Frank Borzage, sorti en 1944.

## Synopsis
En France, sous l'occupation allemande, un couvent cache des aviateurs alliés.  Un major allemand, aidé du maire du village,  menace la mère supérieure qui se sacrifiera. Une future jeune nonne décide de faire évader un aviateur.  Après un long voyage où la nonne fait connaissance avec le monde extérieur,  elle se fait prendre par le major. Il décide, après qu'elle a réussi par ruse à faire évader l'aviateur, de la donner en pâture à ses hommes. Le maire,  scandalisé,  se rue sur le major et dans la lutte la nonne est tuée par accident. 

## Fiche technique
- Titre original : Till We Meet Again
- Titre français : Voyage sans retour
- Titre belge  : Amour sans lendemain
- Réalisation : Frank Borzage
- Scénario : Lenore J. Coffee, d'après la pièce de théâtre Tomorrow's Harvest de Alfred Maury
- Direction artistique : Hans Dreier, Robert Usher
- Décors : Ray Moyer
- Photographie : Theodore Sparkuhl
- Son : Max Hutchinson, John Cope
- Montage : Elmo Veron
- Musique : David Buttolph
- Producteur exécutif : B. G. DeSylva
- Producteur associé : David Lewis (en)
- Société de production : Paramount Pictures
- Société de distribution : Paramount Pictures
- Pays de production :  États-Unis
- Langue : anglais
- Format : Noir et blanc - 35 mm - 1,37:1 - Son Mono (Western Electric Mirrophonic Recording)
- Genre : drame
- genre : Film dramatique, Film de guerre
- Durée : 85 minutes
- Dates de sortie : 
  - États-Unis : 29 août 1944 (Première à New-York)
  - États-Unis : 18 juillet 1947

## Distribution
- Ray Milland : John
- Barbara Britton : sœur Clothilde (Louise Dupree)
- Walter Slezak : Vitrey
- Lucile Watson : Mère supérieure
- Konstantin Shayne : Major Krupp
- Vladimir Sokoloff : Pierre Cabeau
- Marguerite d'Alvarez : Mme Sarroux
- Mona Freeman : Elise
- William Edmunds : Henri Maret

Acteurs non-crédités :
- Tala Birell : Mme Bouchard
- Marcelle Corday : vieille servante
- George Davis : Gaston, un serveur
- Yvette Dugay : orpheline
- Peter Helmers
- Mira McKinney